# Lucia Valentini-Terrani
Pour les articles homonymes, voir Valentini.
Lucia Valentini-Terrani (29 août 1946 à Padoue - 11 juin 1998 à Seattle) est une cantatrice mezzo-soprano italienne.

## Biographie
Née Lucia Valentini à Padoue, la jeune fille aux cheveux blonds comprend, très vite, qu'elle aime le chant, et souhaite en faire son métier. Elle travaille d'abord au Conservatoire de musique de Padoue, où elle se découvre un timbre de mezzo soprano. Plus tard, elle part pour Venise, étudier au Conservatoire Benedetto Marcello. Son timbre de voix reste stable, cependant, elle est capable d'une grande agilité qui la classe dans les colorature. Selon ses professeurs, son registre de prédilection se confirmera avec l'œuvre de Rossini.
En 1972, Lucia Valentini (mezzo) triomphe au Concours International des voix Rossiniennes, organisé par la RAI radio-télévision italienne. L'année d'après, elle épouse l'acteur italien Alfredo Bolognesi, de son nom d'artiste, Alberto Terrani, et ajoute ce nom de scène au sien.
Atteinte d'une leucémie, Lucia Valentini-Terrani part en 1996 pour Seattle où elle est traitée au Fred Hutchinson Cancer Research Center, là où José Carreras avait été soigné pour la même pathologie. Résistant à la chimiothérapie, elle subit une greffe de moelle osseuse mais l'intervention est rapidement suivie de complications et Lucia-Valentini-Terrani meurt le 11 juillet 1998, à l'âge de cinquante et un ans.

## Carrière rossinienne
En 1969, dans le rôle d'Angelina dans La Cenerentola Lucia fait ses débuts au Teatro Grande de Brescia. Le public comme la critique sont enthousiastes, et la cantatrice immortalisera ce rôle comme l'une de ses cartes maîtresses. En effet, elle le reprend pour faire ses débuts à La Scala de Milan, en 1973, remplaçant Teresa Berganza dans une mise en scène de Jean-Pierre Ponnelle et sous la direction de Claudio Abbado qui l'accompagnera dans beaucoup de ses performances. Elle interprètera ce rôle durant toute sa carrière, notamment au Lyric Opera de Chicago, au Teatro Colón de Buenos Aires, au Staatsoper de Vienne, à Covent Garden, au Bolchoï de Moscou, au Fujiwara Opera de Tokyo, au Kennedy Center de Washington ainsi qu'en 1983 au Festival international d'art lyrique d'Aix-en-Provence. 
En 1973, sous son nouveau nom de scène de Valentini Terrani, elle aborde le rôle de Pippo, dans La gazza ladra (La Pie voleuse) et, l'année suivante, fait ses débuts au Metropolitan Opera de New York avec Isabella, de L'Italienne à Alger. Son répertoire s'étoffe des grands rôles rossiniens pour contralto : en 1981 elle interprète, au Teatro Regio de Turin, son premier rôle héroïque travesti, Arsace de Semiramide, dans une mise en scène de Pier Luigi Pizzi avec Katia Ricciarelli et, en 1982, fait ses débuts au Rossini Opera Festival de Pesaro avec Tancrède, de nouveau aux côtés de Katia Ricciarelli.
Et c'est derechef avec la même Ricciarelli qu'en 1983 Lucia se représente à Pesaro pour travailler Malcolm, de La donna del lago. 
L'année 1984 restera exceptionnelle. Au Festival Rossini de Pesaro, sous la baguette d'Abbado et dans une mise en scène de Luca Ronconi, elle participe, avec le rôle de La Marquise Melibea à la re-création mondiale du Voyage à Reims dans sa version définitive conçue avec l'aide des musicologues Janet Johnson et Philip Gosset. Autour d'elle : Ruggero Raimondi, Francisco Araiza, Cecilia Gasdia, Samuel Ramey et Lella Cuberli (en) pour ne citer qu'eux. La production fera le tour du monde; d'abord dans les pays de l'est puis au Japon. L'œuvre et la distribution sont éclatantes, mais il manque à Lucia l'aria, ce qui laisse son personnage légèrement en retrait.
En 1985 elle fait partie de la re-création mondiale de Maometto II, où elle interprète Calbo sous la direction de Claudio Scimone.

## Autres compositeurs
Même si sa vie ne peut être séparée de Rossini, Lucia Valentini-Terrani a, très tôt, fréquenté d'autres compositeurs. Dès 1973, à La Fenice de Venise, elle interprète Adelma dans le Turandot de Ferruccio Busoni. L'année suivante, elle obtient au New York City Opera le rôle de Bradamante, dans Alcina de Haendel. En 1975, elle chante, encore sous la direction d'Abbado, l'Alexandre Nevsky que Prokofiev composa d'abord pour le film homonyme d'Eisenstein, puis reprit sous la forme d'une cantate pour mezzo-soprano, chœurs et orchestre. En 1978, elle incarne Marina de Boris Godunov avec Nicolaï Ghiuselev, et le reprend deux ans plus tard avec Ruggero Raimondi. De nouveau en 1981, elle interprète Jocaste dans Œdipus Rex de Stravinsky, aux côtés de l'acteur allemand Maximilian Schell dans le rôle du récitant.
En 1980, elle aborde le rôle de Dorabella, de Così fan tutte au Fujiwara Opera de Tokyo. En avril 1982, à Los Angeles, elle devient Mrs Quickly du Falstaff de Verdi avec Renato Bruson et sous la baguette de Carlo Maria Giulini. En 1988, elle sera Didon du Didon et Enée de Purcell à Venise, et Orphée de l'Orfeo ed Euridice de Gluck au San Carlo de Naples.
Lucia Valentini-Terrani approche aussi l'opéra français et, surtout, l'œuvre de Massenet. En 1978, à Florence, elle incarne pour la première fois Charlotte dans Werther, aux côtés d'Alfredo Kraus, sous la baguette de Georges Prêtre et dans une mise en scène de Pierluigi Samaritani (en). C'est cette même production qui marquera ses débuts au Palais Garnier en avril 1984. « Lucia Valentini-Terrani confère à Charlotte toute sa grandeur,- écrit Jacques Longchampt dans "Le Monde",- surtout quand elle peut donner libre cours à sa mélancolie et à cette passion longtemps refoulée par le devoir; l'ampleur, la chaleur, la souplesse de ce timbre de mezzo, que le vibrato tourmente sans la brouiller, reflètent la richesse d'un lyrisme qui bouillonne au fond de l'être. »
Du même compositeur, elle sera Dulcinée, la compagne des rêves de Don Quichotte, qu'elle chantera avec Nicolaï Ghiaurov à Chicago en 1981, puis en 1983, avec Ruggero Raimondi à Avignon. Lucia Valentini-Terrani obtiendra aussi le rôle-titre de Mignon, d'Ambroise Thomas à Florence et deviendra la Carmen de Bizet à Turin en 1988. Pour Deutsche Gramophon elle sera Eboli dans la version en français de Don Carlos de Verdi, enregistrement où l'on peut entendre le duo très rare avec Élisabeth "J'ai tout compris" (précédant "Don fatal"), air très rarement enregistré.
Sa dernière apparition sur scène date de 1996, où elle interprète le rôle-titre de La Grande-duchesse de Gérolstein d'Offenbach au Festival della Valle d'Itria à Martina Franca.

## Discographie
Opéras
- Rossini : La Cenerentola, avec Claudio Abbado, 2000.
- Rossini : L'Italienne à Alger, avec Gary Bertini (1978)
- Rossini : L'Italienne à Alger, avec Gabriele Ferro, 1990.
- Rossini : L'Italienne à Alger, avec Claudio Abbado, 2003.
- Rossini : La donna del Lago, avec Maurizio Pollini, 2005.
- Rossini : Il viaggio a Reims, avec Claudio Abbado, 1993.
- Haydn : La fedeltà premiata, avec Antal Dorati, Collection « Opéras de Haydn » n°1, 2003.
- Haydn : Il mondo della luna, avec Antal Dorati, 1999.
- Verdi : Nabucco, avec Giuseppe Sinopoli, 1992.
- Verdi : Don Carlos, avec Claudio Abbado, 1990.
- Verdi : Falstaff, avec Carlo Maria Giulini et Ronald Eyre (en), 1983 (DVD).
- Verdi : Falstaff, avec Carlo Maria Giulini, 1984 (remasterisé en 2004).
- Verdi : Aïda, avec Claudio Abbado, 2005.
- Vivaldi : Orlando furioso, avec Claudio Scimone, 1995.
- Offenbach : La Grande-duchesse de Gérolstein, avec Emmanuel Villaume,1997, (DVD).
- Massenet : Werther, avec Georges Prêtre, 2002.
- Moussorgsky : Boris Godunov, avec Claudio Abbado, 1978 Scala live.

Concerts
- Rossini : Stabat Mater, avec Carlo Maria Giulini (remasterisé 2007).
- Rossini : Petite messe solennelle et Stabat Mater, avec Romano Gandolfi et Istvan Kertesz, 1997.
- Verdi : Messa da requiem, avec Claudio Abbado, 1985 (DVD).
- Vivaldi : Gloria et Magnificat, avec Riccardo Muti, 1990. (soprano: Teresa Berganza)
- Pergolèse : Stabat Mater, avec Claudio Abbado, 1979 (DVD). (soprano: Katia Ricciarelli)
- Pergolèse : Stabat Mater, avec Claudio Abbado, 1990. (soprano: Margaret Marshall).
- Pergolèse : Stabat Mater, avec Donato Renzetti, 1997 (soprano: Fiamma Izzo d'Amico).
- Haendel : Le Messie, avec Claudio Scimone, 1996.
- Brahms : Rhapsodie pour alto. op. 53, avec Peter Maag, 1975

Recitals
- Lucia Valentini-Terrani : « Airs de Rossini », avec Alberto Zedda (remasterisé en 2007)
- Lucia Valentini-Terrani : « Pietre Preziose » : airs de Rossini et Haendel, avec Maurizio Carnelli, 1996.
- Lucia Valentini-Terrani : « Diamanti » : airs de Rossini et Pergolèse, avec Albert Zedda, 1996.